# ヴォラドール (潜水艦)
|          |                                                                                      |
| 艦歴     |                                                                                      |
| 発注     |                                                                                      |
| 起工     | 1945年6月15日                                                                        |
| 進水     | 1948年5月21日                                                                        |
| 就役     | 1948年10月1日                                                                        |
| 退役     |                                                                                      |
| 除籍     | 1977年12月5日                                                                        |
| その後   | イタリアに売却                                                                       |
| 性能諸元 |                                                                                      |
| 排水量   | 1,570トン（水上） 2,415トン（水中）                                                  |
| 全長     | 306ft                                                                                |
| 全幅     | 27ft 3in                                                                             |
| 吃水     | 15ft 5in                                                                             |
| 機関     | フェアバンクス＝モース 38D 8 1/8ディーゼルエンジン 4基 エリオット・モーター発電機2基 |
| 最大速   | 水上：20.25 ノット (37 km/h) 水中：8.75 ノット (16 km/h)                             |
| 航続距離 | 11,000カイリ（10ノット時） （19 km/h 時に 20,000 km）                                |
| 試験深度 | 400ft (120m)                                                                         |
| 巡航期間 | 潜航2ノット (4km/h) 時48時間、哨戒活動75日間                                         |
| 乗員     | 士官、兵員85名                                                                       |
| 兵装     | 5インチ砲1門、 21インチ魚雷発射管10門                                                |

ヴォラドール (USS Volador, SS-490) は、アメリカ海軍の潜水艦。テンチ級潜水艦の一隻。艦名はスペイン語で「飛翔」という意味で、トビウオの総称に因んで命名された。その名を持つ艦としては、1942-43年に沿岸警備のため徴用された民間木造スクーナー（IX-59）に続き2隻目。

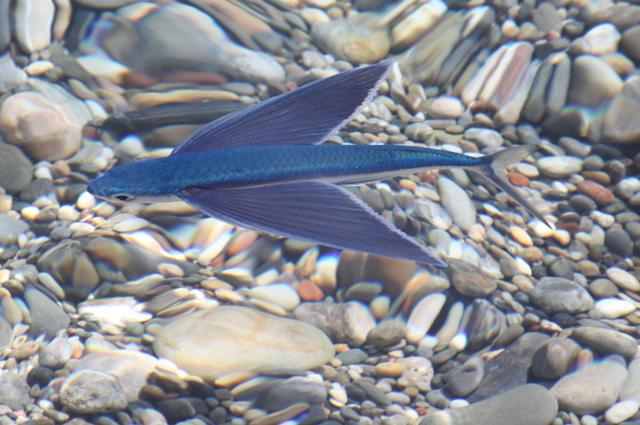
イダテントビウオ（Volador tropical）

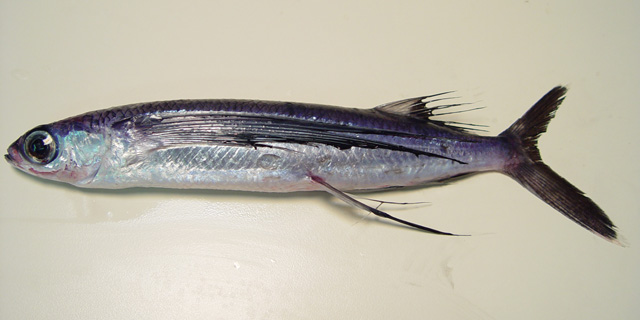
ブラックウィング・フライングフィッシュ（Volador ala negra）

## 艦歴
ヴォラドールは1945年6月15日にメイン州キタリーのポーツマス海軍造船所で起工した。しかしながら建造は1946年1月に中断され、その後基礎的なテンチ級の設計に GUPPY II 改修の要素を加えて1947年8月に再開された。1948年5月21日にダドリー・W・モートン夫人によって命名、進水し、1948年10月1日に艦長H・A・トムプソン中佐の指揮下就役する。
ヴォラドールは1949年1月20日に造船所の公試を終え、3日後にポーツマスを出航した。ロードアイランド州ニューポートおよびコネチカット州ニューロンドンに停泊、2月5日にメキシコ湾に向かった。2月11日にルイジアナ州ニューオーリンズに到着し、その後テキサス州ガルベストン、パナマ運河を経由して3月11日にカリフォルニア州サンディエゴに到着した。ヴォラドールはサンディエゴからサンフランシスコまでのカリフォルニア州沿岸で活動し、10月13日にハワイへ向けて出航した。11月7日に真珠湾に到着したが、11月18日にサンディエゴに帰還、1949年の残りと翌年の大半を西海岸で過ごし、様々な訓練演習に従事した。この間、ヴォラドールはオレゴン州ポートランド、ワシントン州バンクーバー、真珠湾を訪問した、1950年6月、ヴォラドールはカリフォルニア州トレジャーアイランドで予備役兵を乗せ、2週間のハワイ巡航を行った。その途中朝鮮戦争が勃発、ヴォラドールはハワイ海域で2ヶ月の訓練を行い、サンディエゴに帰還すると西海岸沿いの作戦活動に従事、1951年の夏まで任務を継続した。
ヴォラドールは7月21日にサンディエゴを出航し、真珠湾を経由して1951年8月15日に横須賀に到着した。8月18日に横須賀を出航し特別任務に向かう。8月18日にヴォラドールは横須賀を出航し、特別任務に向かった。極東海軍司令官からの任務は北海道近海で4週間の間、隠密の偵察哨戒を行うことであり、ソ連または中国の海軍、空軍の動静を伺うことであった。哨戒全体にわたって多数のレーダー・コンタクトを識別、写真撮影を行い、ロンクィル (USS Ronquil, SS-396) およびティル (USS Tiru, SS-416) と巡航、哨戒の報告および重要な情報を交換した。9月16日、ヴォラドールは1,000回目の潜航を記念する式典を行った。津軽海峡での24時間に及ぶ巡航の後、ヴォラドールは哨戒を終え9月22日に横須賀に到着した。11月11日から15日までヴォラドールは熱海の沖合で駆逐艦ハンソン (Hanson, DD-832) 、ジョージ・K・マッケンジー (USS George K. MacKenzie, DD-836) およびタウシッグ (USS Taussig, DD-746) と共に対潜作戦活動に従事した。11月16日から12月9日まで、ヴォラドールは沖縄に向かう途中第96.7任務部隊と共に対潜作戦活動に参加した。沖縄の中城湾を訪れた後、真珠湾を経由して本国に向かった。
1952年1月にカリフォルニア州サンディエゴに戻ると、夏の初めまで沿岸での活動に従事する。ヴォラドールはその後3ヶ月間をファンデフーカ海峡およびピュージェット・サウンド海域で過ごし、10月にメア・アイランド海軍造船所に入渠した。オーバーホール作業は5ヶ月間にわたって行われ、新型バッテリーおよび自動深度調整装置が装備された。サンディエゴに戻るとヴォラドールは対潜水上艦部隊、航空機および艦隊ソナー学校の支援を行い、定時訓練および演習「Pacphibex」への参加、対潜作戦演習を行った。1953年8月7日にサンディエゴを出航、8月15日に真珠湾に到着し、8月20日には海上で実験用ソナーの試験を行った。
1953年8月22日にヴォラドールは特別任務を開始し、真珠湾を出航、アラスカへの訓練巡航に向かい、1953年10月まで北部海域に留まる。ヴォラドールの哨戒海域はセントローレンス湾の北東で、9月1日にはブラックフィン (USS Blackfin, SS-322) と合流、セントローレンス湾の南西を巡航する。翌日にはブルークバンク沖を潜航し、その後ベーリング海峡へ移動した。続いて船団偵察を行い、1953年9月27日にカイマン (USS Caiman, SS-323) と交代した。ヴォラドールは1953年10月7日に真珠湾に到着した。2度目の哨戒中にヴォラドールは合計63隻の船と接触し、それらの大多数を識別、写真撮影を行った。
サンディエゴに帰還したヴォラドールは同地を拠点として定時の訓練任務を1954年5月まで継続、その後オーバーホールのためメア・アイランド海軍造船所に入渠した。作業は1954年10月に完了し、ヴォラドールはサンディエゴでの沿岸活動を再開した。1955年1月3日にサンディエゴを出航、2度目の西太平洋配備に就き、真珠湾を経由して横須賀に向かった。横須賀には1955年1月26日に到着し、3月1日まで駆逐艦部隊および海上自衛隊の部隊に対して対潜水艦戦訓練の支援を行った。その後ヴォラドールは2週間の定時維持作業を3月13日に完了し、3月14日に特別任務に向けて出航した。
ヴォラドールは3月19日に津軽海峡を通過し、4月8日までウラジオストクおよび宗谷海峡の海上航路を潜航しながら偵察した。その後は再び津軽海峡を通過し、4月11日に横須賀に帰還した。この哨戒が完了するとヴォラドールは鮮明な写真の撮影やレーダー探知の正確な判断、接触した33隻の船に関する正確なレポートを賞賛された。
ヴォラドールはスービック湾、香港、真珠湾を経由して7月1日にサンディエゴに到着した。続く2年間を西海岸沿いでの作戦活動に従事し、1957年8月に再び極東配備に就いた。8月3日に真珠湾に到着し、その3日後に出航、ペトロパブロフスク、カムチャッカでの30日に及ぶ哨戒に入った。その任務は情報収集であった。哨戒ステーション到着の9日後、機関部での死傷者が発生し、ヴォラドールは8月25日にペトロパブロフスクを離れ5日後に横須賀に到着した。この哨戒でヴォラドールは13隻の商船と8隻の軍艦に接触した。
1957年11月8日、ヴォラドールはスービック湾に到着、定期維持作業を行い作業が完了すると11月17日に横須賀に向けて出航した。11月28日に横須賀に到着、12月11日から1958年1月4日までオホーツク海での特別偵察哨戒を行った。この17日間の特別哨戒で、ヴォラドールは寒冷下および暴風雪の天候にもかかわらず、写真撮影任務を無事完了した。日本に帰還し、ヴォラドールは1月9日に横須賀を出航、真珠湾に向かった。1月19日にハワイに到着し、2日後サンディエゴに向けて出航、1958年1月28日に到着した。
ヴォラドールは10月3日までサンディエゴに留まり、その後ワシントン州バンクーバーに向けて出航した。ロングビューでバンクーバー・ネイビーリーグのメンバー20名がゲストとして乗艦し、彼らはバンクーバーで上陸した。ヴォラドールは500名の市民と地元高校のバンド演奏で歓迎され、艦上で簡単な式が行われ、飾り額が贈呈された。ヴォラドールは10月5日にバンクーバーを出航し、10月中にシアトル、ポートアンジェルスを訪問した。その後10月31日から11月3日までブリティッシュコロンビア州ビクトリアを訪問する。カナダ海軍のフリゲート、アンティゴニッシュ (HMCS Antigonish) がホスト艦となり、ヴォラドールの士官が招待された。
ヴォラドールはワシントン州エスクワイモルト、ポートアンジェルス、タコマ、シアトル海域を哨戒し、11月22日にサンディエゴに向けて出航、11月26日に到着した。その後はサンディエゴからサンフランシスコの海域で作戦活動に従事し、1959年5月5日にハンターズ・ポイントのサンフランシスコ海軍造船所にオーバーホールのため入渠した。
作業は1959年10月に完了し、ヴォラドールはサンディエゴに帰還、沿岸での作戦活動に従事し、12月後半に西太平洋配備に就く。この配備でヴォラドールは多くの作戦に参加し、その中には揚陸演習「Blue Star」およびSEATOの演習「Sea Lion」が含まれた。サンディエゴに帰還すると、続く20ヶ月間、沿岸での様々な作戦活動に参加した。
ヴォラドールは1962年初めの数ヶ月間をサンディエゴ海域での沿岸作戦活動に費やし、4月4日から11日まで予備役兵の訓練巡航を行う。帰還後は予備役となり、サンフランシスコ海軍造船所で GUPPY III 改修が行われた。作業中の1962年11月9日から10日にかけて造船所で火災が発生したが、ヴォラドールは担当士官と副官の努力により破壊を免れた。改修作業は1963年2月に完了する。船体が15フィート延長され、新型電子機器、火器管制装置およびソナーが装備された。ヴォラドールは艦隊における最新のディーゼル推進潜水艦となった。ピュージェット・サウンドにおける公試後、1963年4月にサンディエゴに帰還、沿岸での作戦活動に参加する。
ヴォラドールは1963年9月にサンディエゴを出航し、再び西太平洋配備に就く。配備の終わりに特別任務を命じられたヴォラドールは、「合衆国政府に取って大きな価値のある任務」を果たしたことで太平洋艦隊潜水艦部隊司令官からの賞賛を受けた。サンディエゴに帰還すると、沿岸および太平洋での任務を命じられる。
1964年後半には兵器システム評価試験でホーミング魚雷を発射しシーデビル (USS Sea Devil, SS-400) の船体を撃沈した。ヴォラドールは海軍において平時に2隻を撃沈した唯一の艦となった。太平洋艦隊潜水艦部隊司令官はヴォラドールの業績に対し戦闘効率賞を与え、「1965年度の第5潜水戦隊における優れた潜水艦」と宣言した。
ヴォラドールはサンディエゴで潜水母艦ネレウス (USS Nereus, AS-17) 横に停泊し短期間の休暇を取った後、1966年1月3日に作戦活動を再開した。1月は大半をピュージェット・サウンド海域のデーボブ湾およびカー湾での武器システム精度公試に費やした。ヴォラドールは2月3日にサンディエゴに帰還し、2月10日から回復訓練を開始した。その後3週間の維持期間に入り、行政監察および核兵器検収が行われた。1966年3月7日にヴォラドールは出航し、沿岸での1週間の定期訓練を行う。この訓練ではスクリューの騒音問題調査のため音響公試が行われた。4月4日にサンフランシスコ海軍造船所に入渠し、4日間の有効性調査が行われ、新型のスクリューが装備された。その後は5月11日までサンディエゴ海域の様々な試験および西太平洋配備に向けた準備が行われた。
ヴォラドールは5月12日にサンディエゴを出航し、真珠湾で4日間停泊した後6月3日に第7艦隊に合流、6月6日に横須賀に到着した。
8日間の維持期間で航海での不具合の調整を行い、その後6月14日に横須賀を出航、ヴォラドールは海上自衛隊の艦艇および航空機に対して対潜水艦戦演習支援を行った。同年夏は演習に従事し、海上自衛隊との士官の相互乗艦を行った。ヴォラドールは横須賀および岩国市、中城湾で活動を行った。
9月15日から23日まで横須賀で維持作業を行い、9月26日に香港に向けて出航する。ヴォラドールは高雄市とミッドウェー島に寄港し、11月6日に真珠湾に到着した。その2日後にサンディエゴに向けて出港し、11月19日に母港に帰還、1966年の残りは維持状態で待機した。ヴォラドールは1966年度のキャプテン・エドワード・F・ネイ記念賞を受賞し、1966年7月1日には射撃管制および武器操作に対する第5戦隊賞を受賞した。
サンディエゴのバラスト・ポイント潜水艦施設での休養後、1967年1月15日に作戦活動を再開する。ヴォラドールは1967年前半に様々な訓練に参加、調整および修理、核兵器運用の技術的な熟達検査、機材の検査および作戦即応性の検査に費やされた。
その後ヴォラドールは7月24日にサンディエゴを出航、ニュージーランドのオークランドに向かった。アメリカ領サモアのパゴパゴに2日間停泊し、オークランドには8月15日到着した。演習「LONGEX 67」に参加し、その後スービック湾に向けて出航、9月10日に到着すると5日間の維持および修理期間に入る。ヴォラドールは演習「Gillnet」に参加、中城湾を訪問し、9月26日には横須賀に到着した。同年の残りは横須賀沖での様々な作戦活動に従事した。
1968年1月1日、ヴォラドールは香港への訪問の途中にあった。1月24日に横須賀に到着し、そこで北朝鮮による環境調査艦プエブロ (USS Pueblo, AGER-2) 拿捕に対応するため配備が無期限に延長されたことが伝えられた。。1月31日に出航、31日後に帰還する。ヴォラドールは日本を離れ、真珠湾で2日間停泊した後3月29日にサンディエゴに到着した。その後配備後の維持作業および沿岸での作戦活動に6月26日まで従事し、6月27日にハンターズ・ポイントのサンフランシスコ海軍造船所において定時のオーバーホールを行うため出航した。このオーバーホールでMk48火器管制システムが装備された。オーバーホール後の公試はサンフランシスコ沖の作戦海域で12月20日から22日まで行われ、その後サンフランシスコ海軍造船所でその年を終えた。
1969年1月から2月にかけてヴォラドールはピュージェット・サウンド海域で調音装置および兵装の公試を行った。続く2ヶ月間は維持作業および訓練に費やされ、続いてMk48魚雷の性能試験のため太平洋北西部に向かった。発射試験後帰路の途中、5月20日および21日にモントレーに停泊し、海軍大学の学生、地方のネイビーリーグ、都市の指導者達を乗せて巡航する。この巡航の成功は地方のメディアを通して広く報じられた。
ヴォラドールはサンディエゴに帰還し、次の配備に向けた維持作業および最終精密検査が行われた。1969年7月28日にサンディエゴを出航し、真珠湾を経由して横須賀に向かった。クリスマス休暇の間にヴォラドールはタイのバンコクを訪問し、タイの人々と共に異国情緒を楽しみ、またタイ海軍と共に1週間の任務を行った。12月26日にバンコクを出航し、ヴォラドールは香港に向かい、途中新年を迎えた。
ヴォラドールは香港を出航し、横須賀での2週間の作戦活動および休暇の後、1970年2月12日にサンディエゴに向けて出航した。翌月は維持作業および乗組員の休養期間となった。続く3ヶ月間は数多くの訓練と、東海岸への艦隊の転属に向けた乗組員の再教育に当てられた。ヴォラドールは8月7日にサンディエゴを出航し、パナマ運河を通過、東海岸へ向かった。新たな母港のサウスカロライナ州チャールストンへ到着すると、1970年の残りは同地で過ごした。
1971年の最初の数ヶ月間、ヴォラドールは訓練演習に従事し、地中海への配備に備えた維持作業を行った。4月19日にスペインのロタに到着、4月23日には演習「ダウン・パトロール 71」にいくつかのNATO軍部隊と共に参加した。演習は5月12日に完了し、ヴォラドールはギリシャのピレエフス、シチリア島のオーガスタ湾、マジョルカ島のパルマ、フランスのヴィレフランシュ、ジブラルタル、イタリアのナポリ、スペインのマラガを訪問し、7月19日にロタに戻った。地中海での3ヶ月間の活動後、7月21日にサウスカロライナ州チャールストンへ向けて出航した。途中の8月1日、火災を起こしたリベリア船籍のタンカー M/T ラコンの救助を支援する。ヴォラドールは8月5日にチャールストンに着き、維持、調整活動後9月20日にチャールストン海軍造船所に入渠、定時オーバーホールおよびバッテリーの換装が行われた。
1972年8月18日にヴォラドールはイタリア海軍へ移管された。ヴォラドールは1977年12月5日に除籍された。
ヴォラドールはベトナム戦争の戦功で3個の従軍星章を受章した。
ヴォラドールとピカーレル (USS Pickerel, SS-524) の2隻は同時にイタリア海軍へ転籍し就役した。いくつかの民間の資料ではどちらがプリモ・ロンゴボルド (Primo Longobordo, S-501) となり、もう一方がジャンフランコ・ガッツアナ・プリアロジア (Gianfranco Gazzana Priaroggia, S-502) となったのかはっきりしない。アメリカ海軍のネイバル・ヒストリカル・センターではピカーレルがプリモ・ロンゴボルドとなり、ヴォラドールがジャンフランコ・ガッツアナ・プリアロジアになったとする。ジャンフランコ・ガッツアナ・プリアロジアは1981年に除籍された。